# Орлов, Михаил Акимович
Михаил Акимович Орлов — проповедник, пресвитер, работник Всесоюзного совета евангельских христиан, позднее — Всесоюзного совета евангельских христиан-баптистов.

## Биография
Родился 20 сентября 1887 года в селе Луга Тверской губернии. Духовное возрождение пережил в 1908 году в Петербурге на молитвенном собрании евангельских христиан, проходившем в доме В. А. Пашкова, и обратившись к Богу через проповедь о блудном сыне А. И. Иванова. В том же году он был крещён К. П. Петровым и принят в Петербургскую общину евангельских христиан.
Через пять лет после обращения М. А. Орлов прошёл обучение на Библейских курсах, организованных И. С. Прохановым, после чего был направлен в евангельскую общину Таллина (Эстония). Вскоре он стал помощником руководителя Таллиннской русской общины.
В декабре 1917 года, на 5-м Всесоюзном съезде евангельских христиан был избран членом ВСЕХ. После этого с проповедью Евангелия он посетил множество городов и деревень. В 1918—1920 годах трудился в Петроградской церкви. В 1920—1927 годах проживал в Орле, охватывая служением Орловскую и соседние — Курскую, Брянскую, Тульскую — области. Одновременно с этим, как член ВСЕХ совершал дальние поездки — на Кавказ, в Крым, на Украину и т. д.
В 1923 году был делегатом Всемирного конгресса баптистов в Стокгольме.
В 1924 году был рукоположён на пресвитерское служение И. С. Прохановым и И. В. Каргелем.
В 1927 году возглавил Сибирский отдел ВСЕХ и стал пресвитером Новосибирской общины.

Президиум ВСЕХБ, 1944 год. Слева направо: М. А Орлов, П. И. Малин, Я. И. Жидков, А. В. Карев и М. И. Голяев

В 1931 году переехал из Новосибирска в Москву, где служил членом ВСЕХ и пресвитером Московской общины ЕХ. В 1938 году стал председателем ВСЕХ и оставался в этой должности до 1944 года, когда ВСЕХ был упразднён в связи с объединением евангельских христиан и баптистов. Во ВСЕХБ занимал должность заместителя председателя, одновременно служа старшим пресвитером по Московской области.
С 1954 по 1960 год трудился пресвитером Ленинградской церкви ЕХБ, совмещая это со служением старшего пресвитера по Ленинградской, Псковской и Калининской областям.
В 1961 году вследствие тяжёлой болезни вынужден был переехать в Москву, где и закончил земной путь.
Его духовная деятельность продолжалась 52 года. За это время он объездил множество городов и произнёс около 7 тысяч проповедей, не считаю проповедей по случаю бракосочетаний, хлебопреломлений и похорон.

## Семья
В 1917 году в Таллине он женился на Марии Фёдоровне Ивановой, являвшейся членом местной общины. В их браке было двое сыновей и двое дочерей. В 1947 году Мария Фёдоровна ушла в вечность. В 1948 году М. А. Орлов женился повторно на Полине Власьевне Алексеевой (являвшейся членом Московской церкви ЕХБ) и удочерил её приёмную дочь.